# Solveig Gunbjörg Jacobsen
Solveig Gunbjörg Jacobsen (Grytviken, isla San Pedro, 8 de octubre de 1913 - Buenos Aires, Argentina, 25 de octubre de 1996) fue la primera persona nacida al sur de la convergencia antártica.  El nacimiento fue registrado por el residente isleño James Wilson, oficial judicial británico de las Georgias del Sur. Vivió y falleció en la capital argentina. Fue enterrada en Molde, Noruega.
Su padre, Fridthjof Jacobsen (1874-1953, fallecido en Buenos Aires) se asentó en la isla San Pedro (Georgia del Sur) desde 1904 para convertirse en asistente de administración, y entre 1914 y 1921 fue administrador de la estación ballenera de Grytviken. Jacobsen y su esposa Klara Olette Jacobsen tuvieron a dos de sus hijas en la isla. Era descendiente de Carl Anton Larsen. Aase Jacobsen, la segunda hija de la familia, nació el 31 de julio de 1918. Solveig se casó con el noruego Leif Jacobsen.
Leopoldo Marechal, escritor argentino coetáneo a ella parece homenajearla al darle su nombre a una de las protagonistas de la célebre novela Adán Buenosayres.[cita requerida] El valle Jacobsen en el Macizo Vinson de la Antártida, le debe su nombre a ella.